# Wellington Channel
Der Wellington Channel ist eine Meerenge in der Region Qikiqtaaluk im Kanadisch-arktischen Archipel. Er verläuft zwischen den Inseln Cornwallis Island und Devon Island.
Die Meeresstraße wurde am 22. August 1819 von William Edward Parry entdeckt und nach dem General und Politiker Arthur Wellesley, 1. Duke of Wellington benannt. John Franklin drang auf dem Kanal 1845 bis auf 77° N vor, bis ihn Eis zur Umkehr zwang. Die erste systematische Erkundung des Kanals fand 1851 durch William Penny im Rahmen der Suchexpedition nach dem verschollenen Franklin statt.